# Telenovelas produzidas por Salvador Mejía Alejandre no período de 2010 a 2022
Telenovelas do Produtor Salvador Mejía Alejandre de 2010 a 2022
| Telenovela          | Primeiro Episódio     | Último Episódio       | Produtor Executivo       | Se foi Indicado a Prêmios ou não |
| ------------------- | --------------------- | --------------------- | ------------------------ | -------------------------------- |
| Corazón Salvaje     | 12 de outubro de 2009 | 16 de abril de 2010   | Salvador Mejía Alejandre | Indicado                         |
| Triunfo del Amor    | 25 de outubro de 2010 | 26 de junho de 2011   | Salvador Mejía Alejandre | Indicado                         |
| Qué Bonito Amor     | 22 de outubro de 2012 | 2 de junho de 2013    | Salvador Mejía Alejandre | Indicado                         |
| La Tempestad        | 13 de maio de 2013    | 27 de outubro de 2013 | Salvador Mejía Alejandre | Indicado                         |
| Lo Imperdonable     | 20 de abril de 2015   | 4 de outubro de 2015  | Salvador Mejía Alejandre | Indicado                         |
| Las Amazonas        | 16 de maio de 2016    | 7 de agosto de 2016   | Salvador Mejía Alejandre | Indicado                         |
| En Tierras Salvajes | 31 de julho de 2017   | 5 de novembro de 2017 | Salvador Mejía Alejandre | Indicado                         |
| Corazón Guerrero    | 28 de março de 2022   | 9 de setembro de 2022 | Salvador Mejía Alejandre | Pendente                         |

Fonte Wikipedia